# Agrilus hespenheidei
Agrilus hespenheidei es una especie de insecto del género Agrilus, familia Buprestidae, orden Coleoptera. Fue descrita científicamente por Nelson in Nelson & Westcott, 1991.
Mide 7.2-12.0 mm. Los adultos se encuentran en Andropogon hallii (mesquite), Prosopis glandulosa y Quercus havardii. Se encuentra en el sudoeste de Estados Unidos.